# Diocesi di Chikmagalur
La diocesi di Chikmagalur (in latino Dioecesis Chikmagalurensis) è una sede della Chiesa cattolica in India suffraganea dell'arcidiocesi di Bangalore. Nel 2023 contava 40.800 battezzati su 3.035.000 abitanti. È retta dal vescovo Anthony Swamy Thomasappa.

## Territorio
La diocesi è situata nel sud-ovest dello stato di Karnataka in India e comprende i distretti di Chickmagalur e Hassan.
Sede vescovile è nella città di Chickmagalur, dove si trova la cattedrale di San Giuseppe.
Il territorio si estende su 14.015 km² ed è suddiviso in 42 parrocchie.

## Storia
La diocesi è stata eretta il 16 novembre 1963 con la bolla Indicae regionis condicio di papa Paolo VI, ricavandone il territorio dalla diocesi di Mysore.
Il 14 novembre 1988 ha ceduto una porzione del suo territorio a vantaggio dell'erezione della diocesi di Shimoga.

## Cronotassi dei vescovi
Si omettono i periodi di sede vacante non superiori ai 2 anni o non storicamente accertati.
- Alphonsus Mathias † (16 novembre 1963 - 12 settembre 1986 nominato arcivescovo di Bangalore)
- John Baptist Sequeira † (26 gennaio 1987 - 2 dicembre 2006 ritirato)
- Anthony Swamy Thomasappa, dal 2 dicembre 2006

## Statistiche
La diocesi nel 2023 su una popolazione di 3.035.000 persone contava 40.800 battezzati, corrispondenti all'1,3% del totale.
| anno | popolazione | popolazione | popolazione | presbiteri | presbiteri | presbiteri | presbiteri                | diaconi | religiosi | religiosi | parrocchie |
| anno | battezzati  | totale      | %           | numero     | secolari   | regolari   | battezzati per presbitero | diaconi | uomini    | donne     | parrocchie |
| ---- | ----------- | ----------- | ----------- | ---------- | ---------- | ---------- | ------------------------- | ------- | --------- | --------- | ---------- |
| 1969 | 33.000      | 3.034.000   | 1,1         | 37         | 30         | 7          | 891                       |         | 11        | 199       | 20         |
| 1980 | 49.500      | 3.410.000   | 1,5         | 53         | 47         | 6          | 933                       |         | 6         | 232       | 29         |
| 1990 | 35.153      | 2.268.783   | 1,5         | 47         | 37         | 10         | 747                       |         | 16        | 199       | 29         |
| 1999 | 38.873      | 2.627.691   | 1,5         | 64         | 48         | 16         | 607                       |         | 18        | 254       | 33         |
| 2000 | 38.185      | 2.632.625   | 1,5         | 63         | 47         | 16         | 606                       |         | 19        | 231       | 33         |
| 2001 | 39.631      | 2.685.277   | 1,5         | 65         | 46         | 19         | 609                       |         | 22        | 248       | 33         |
| 2002 | 39.431      | 2.860.423   | 1,4         | 65         | 46         | 19         | 606                       |         | 22        | 239       | 33         |
| 2003 | 39.159      | 2.860.423   | 1,4         | 66         | 48         | 18         | 593                       |         | 21        | 252       | 33         |
| 2004 | 36.306      | 2.901.428   | 1,3         | 69         | 49         | 20         | 526                       |         | 23        | 223       | 34         |
| 2006 | 36.819      | 3.014.000   | 1,2         | 71         | 53         | 18         | 518                       |         | 20        | 237       | 34         |
| 2013 | 58.279      | 3.238.000   | 1,8         | 70         | 50         | 20         | 832                       |         | 23        | 247       | 38         |
| 2016 | 31.198      | 2.896.000   | 1,1         | 82         | 54         | 28         | 380                       |         | 32        | 239       | 42         |
| 2019 | 39.675      | 2.913.974   | 1,4         | 97         | 64         | 33         | 409                       |         | 34        | 254       | 42         |
| 2021 | 39.995      | 2.975.260   | 1,3         | 86         | 63         | 23         | 465                       |         | 23        | 236       | 42         |
| 2023 | 40.800      | 3.035.000   | 1,3         | 88         | 65         | 23         | 463                       |         | 23        | 236       | 42         |